# 사우디아라비아군

사우디아라비아군(Armed Forces of Saudi Arabia, SAAF, 아랍어: القوات المسلحة السعودية, 로마자 표기: Al-Quwwat al-Musallahah al-Malakiyah as-Su'ūdiyah)는 사우디 왕립군(Royal Saudi Armed Forces)으로도 알려진 사우디아라비아의 군대이다. 사우디 왕립 육군, 사우디 왕립 해군, 사우디 왕립 공군, 사우디 방공군, 사우디아라비아 왕립전략미사일군으로 구성되어 있다. 사우디아라비아 국왕은 모든 군대의 총사령관이며 국방부, 내무부와 군사정책을 수립한다. 5개 국군은 사우디아라비아의 8개 군대에 속하며, 나머지 부대에는 사우디 왕립 방위군(국방부의 행정 통제 하에 있음), 사우디 왕립 근위 연대, 사우디 왕립 국경 수비대 등이 포함된다.
사우디 왕립군은 세계에서 가장 많은 자금을 지원받는 군대 중 하나이며, 세계에서 6번째로 큰 국방 예산을 보유하고 있다.

## 같이 보기
- 사우디아라비아 국민위병
- 사우디아라비아의 핵무기 개발